# Danila Prošljakov
Danila Denisovič Prošljakov (in russo Данила Денисович Прошляков?; Mosca, 8 marzo 2000) è un calciatore russo, attaccante svincolato.

## Caratteristiche tecniche
È un centravanti.

## Carriera
Cresciuto nel settore giovanile dello Spartak Mosca, nel primo semestre del 2019 ha giocato con la squadra riserve nella seconda divisione russa, collezionando 7 presenze.
L'11 luglio 2019 è stato ceduto al Rostov, con cui ha debuttato in Prem'er-Liga in occasione dell'incontro vinto 3-2 contro il CSKA Mosca del 9 marzo 2020.

## Statistiche
Statistiche aggiornate all'8 luglio 2020.

### Presenze e reti nei club
| Stagione        | Squadra         | Campionato      | Campionato | Campionato | Coppe nazionali | Coppe nazionali | Coppe nazionali | Coppe continentali | Coppe continentali | Coppe continentali | Altre coppe | Altre coppe | Altre coppe | Totale | Totale | Totale |
| Stagione        | Squadra         | Comp            | Pres       | Reti       | Comp            | Pres            | Reti            | Comp               | Pres               | Reti               | Comp        | Pres        | Reti        | Pres   | Reti   |        |
| --------------- | --------------- | --------------- | ---------- | ---------- | --------------- | --------------- | --------------- | ------------------ | ------------------ | ------------------ | ----------- | ----------- | ----------- | ------ | ------ | ------ |
| 2018-2019       | Spartak-2 Mosca | 1D              | 7          | 0          |                 | -               | -               |                    | -                  | -                  |             | -           | -           | 7      | 0      |        |
| 2019-2020       | Rostov          | PL              | 7          | 0          | CR              | 0               | 0               |                    | -                  | -                  |             | -           | -           | 7      | 0      |        |
| Totale carriera | Totale carriera | Totale carriera | 14         | 0          |                 | 0               | 0               |                    | -                  | -                  |             | -           | -           | 14     | 0      |        |